# كسب المعرفة في ويندوز
- Microsoft WinHelp هو تنسيق خاص لملفات التعليمات عبر الإنترنت التي يمكن عرضها بواسطة مستعرض تعليمات Microsoft winhelp.exe أو winhlp32.exe . يعتمد تنسيق الملف على Rich Text Format (RTF). ظلت منصة مساعدة شائعة من منصة Windows 3.0 من خلال Windows XP . تمت إزالة WinHelp في نظام التشغيل Windows Vista على نحو مزعوم لثني مطوري البرامج عن استخدام التنسيق القديم وتشجيع استخدام تنسيقات المساعدة الأحدث.
- يعد Microsoft WinHelp تنسيقًا خاصًا لملفات التعليمات عبر الإنترنت التي يمكن عرضها بواسطة مستعرض Microsoft Help winhelp.exe أو winhlp32.exe. يعتمد تنسيق الملف على تنسيق Rich Text Format. ظل النظام الأساسي تعليمات شائعًا من النظام الأساسي لنظام التشغيل Windows 3.0 حتى نظام التشغيل Windows XP.

## تاريخ
- 1990 - تم شحن WinHelp 1.0 مع Windows 3.0 .
- 1995 - تم شحن WinHelp 4.0 مع Windows 95 / Windows NT .
- 2006 - أعلنت Microsoft عن نيتها التخلص التدريجي من WinHelp كمنصة مدعومة. WinHelp ليس جزءًا من Windows Vista خارج الصندوق. تأتي ملفات WinHelp في أنواع 16 بت و 32 بت. يتعامل نظام التشغيل Vista مع هذه الأنواع من الملفات بشكل مختلف. عند بدء تشغيل تطبيق يستخدم تنسيق hlp. 32 بت، يحذر Windows من أن التنسيق لم يعد مدعومًا. يتوفر عارض قابل للتنزيل لملفات.hlp 32 بت من «مركز التنزيل لـ Microsoft».[1][2] يستمر عرض ملفات WinHelp ذات 16 بت في نظام التشغيل Windows Vista (32 بت فقط) بدون تنزيل العارض.
- 9 يناير 2009 - أعلنت شركة Microsoft عن توفر برنامج تعليمات Windows (WinHlp32.exe) لنظام التشغيل Windows Server 2008 في مركز التنزيل لـ Microsoft.[3]
- 14 أكتوبر 2009 - أعلنت Microsoft عن توفر برنامج تعليمات Windows (WinHlp32.exe) لنظامي التشغيل Windows 7 [4] و Windows Server 2008 R2 [5] في مركز التنزيل لـ Microsoft.
- 26 أكتوبر 2012 - أعلنت Microsoft عن توفر برنامج تعليمات Windows (WinHlp32.exe) لنظام التشغيل Windows 8 في مركز التنزيل لـ Microsoft.[6]
- 5 نوفمبر 2013 - أعلنت Microsoft عن توفر برنامج تعليمات Windows (WinHlp32.exe) لنظام التشغيل Windows 8.1 في مركز التنزيل لـ Microsoft.[7]

## تنسيق الملف
- يحتوي ملف WinHelp على لاحقة ".hlp". يمكن أن يكون مصحوبًا بجدول محتويات اختياري (.cnt) إذا قام مطور التعليمات بإنشاء واحد. عندما يفتح Windows ملف WinHelp ، فإنه ينشئ ملف.gid في نفس الدليل أو في " %LOCALAPPDATA%\Help "، يحتوي على معلومات حول ملف. hlp مثل حجم النافذة والموقع. إذا نقر المستخدم على علامة التبويب «بحث» وقام بتمكين فهرسة الكلمات الرئيسية، يقوم Windows بإنشاء ملف فهرس بامتداد. التعليقات التوضيحية والإشارات المرجعية لكل ملف تعليمات مايكروسوفت ويندوز لها الامتداد ".ann" و ".bmk".
- يمكن لعدد من أدوات البرامج فك تجميع ملف WinHelp في مستندات المصدر: HPJ و CNT و RTF و BMP و SHG . ملف HPJ هو ملف المشروع الذي تم إنشاؤه وتحريره في Help Workshop (أو أداة تأليف مساعدة تابعة لجهة خارجية). يحتوي HPJ على معلومات حول ملفات RTF التي يجب تجميعها في التعليمات، ومعرفات MAP والأسماء المستعارة التي توفر ارتباطات من تطبيق استدعاء إلى ملف التعليمات، ومظهر ملف التعليمات (حجم النافذة، والأزرار الافتراضية، وأنظمة الألوان، إلخ.). يوفر ملف CNT جدول محتويات ملف التعليمات. ملف SHG هو ملف رسومات "SHED" يقوم بشكل أساسي بإنشاء مخطط صورة لاستدعاءات المساعدة لملف رسومي (على سبيل المثال، BMP).
- يمكن لعدد من الأدوات قراءة هذه الملفات واستكشافها. (انظر، على سبيل المثال، Help to RTF و winhelpcgi .)

| hlp                 | وصف |
| ------------------- | --- |
| .hpj                | ملف المشروع (نص عادي ؟)؛ يحتوي على قائمة بكافة ملفات.rtf المراد تحويلها إلى ملف. hlp وبعض المعلومات الإضافية |
| .cnt                | ملف جدول المحتويات (TOC) .                                                                                   |
| .rtf                | محتوى النص الفعلي بتنسيق Rich Text Format -format                                                            |
| .bmp .dib .wmf .shg | - ملفات بصيغ مختلفة: .bmp أو .dib ، .wmf .shg                                                                |
| .fts .ftg           | البحث عن نص كامل؛ تُستخدم للبحث في نصوص مستندات المساعدة                                                      |
| .ann                | ملف مع التعليقات التوضيحية (نص عادي ؟)                                                                       |
| .bmk                | ملف مع الإشارات المرجعية (نص عادي ؟)                                                                         |

## ملفات المصدر والتجميع
- تتكون ملفات المصدر المطلوبة لتجميع ملف.hlp من مستند واحد أو أكثر بتنسيق Rich Text وملف مشروع تعليمات بامتداد.hpj ، إلى جانب أي ملفات صور (.bmp أو.wmf أو.shg) يتم استخدامها داخل ملف التعليمات. يمكن أيضًا إنشاء ملف جدول محتويات اختياري بالملحق.cnt للاستخدام مع ملف. hlp.
- ضمن ملفات.rtf ، يتم فصل الموضوعات بفواصل الصفحات. يحتوي كل موضوع على سلسلة من الحواشي السفلية التي تحتوي على معلومات لمترجم التعليمات:

# تحتوي على معرف الموضوع (يستخدم لإنشاء روابط لهذا الموضوع).
تحتوي الحواشي السفلية $ على اسم الموضوع كما يظهر في جدول المحتويات والفهرس والمواقع الأخرى.
K الحواشي السفلية تحتوي على كلمات رئيسية للفهرس.
A الحواشي تحتوي انظر أيضا الكلمات الرئيسية.
* تحتوي الحواشي السفلية على علامات بناء.
+ الحواشي السفلية تحتوي على معلومات تسلسل التصفح.
! تحتوي الحواشي السفلية على وحدات ماكرو لإدخال الموضوع.
- مطلوب فقط الحاشية السفلية #. كل الآخرين اختياريون.
- يمكن أن يحتوي النص في كل موضوع على تنسيق محدود، بما في ذلك النص الغامق والمائل والألوان. الأحرف المرتفعة والمنخفضة غير مسموح بها. عادةً ما تظهر التنقلات بين الموضوعات في نفس ملف التعليمات في المستند المصدر كنص مزدوج تحته خط (أخضر افتراضيًا، على الرغم من إمكانية تجاوزه) متبوعًا بمعرف الموضوع في النص المخفي. تظهر الروابط المنبثقة في المستند المصدر كنص بتسطير واحد (أخضر أيضًا افتراضيًا) متبوعًا بمعرف الموضوع في النص المخفي. (في ملف. hlp ، تظهر القفزات كنص أخضر مع تسطير واحد، وتظهر النوافذ المنبثقة كنص أخضر مع تسطير منقط.)
- يمكن إضافة الصور باستخدام أكواد مثل {bmc image.bmp}. تتضمن تنسيقات الصور المدعومة .bmp و. wmf و. shg (تُستخدم لخرائط الصور، والتي يمكن أن تحتوي على قفزات أو نوافذ منبثقة يتم تشغيلها بالنقر فوق أجزاء معينة من الصورة).
- بعد أن تم إنشاء الملفات المصدر، يمكن جمعها في ملف تعليمات باستخدام مترجم ب WinHelp مثل HCW.exe أو باستخدام أحد البرامج التجارية مثل RoboHelp أو HelpBreeze نسخة محفوظة 21 يناير 2016 على موقع واي باك مشين. ، ومعظمها (المدرجة استشهد اثنين من هنا) أيضا استخدام HCW. exe كمترجم للواجهة الخلفية.

## مظهر وميزات WinHelp
- اعتمادًا على كيفية تشغيله والإعدادات التي اختارها مؤلف التعليمات، يفتح ملف WinHelp إما على موضوعه الافتراضي أو جدول محتوياته أو فهرسه.
- يتم فتح موضوع في ملف WinHelp في نافذة منفصلة، بحجم وموضع أولي قد يختاره مؤلف التعليمات. يمكن للمستخدمين تغيير حجم النافذة أو تغيير موضعها. يمكن لمؤلف التعليمات التحكم في ما إذا كان ملف التعليمات يخزن إعدادات المستخدم بين الجلسات، أو يفتح دائمًا بالحجم والموضع الافتراضيين.
- عندما يكون الموضوع مفتوحًا، يعرض شريط العنوان أعلى نافذة التعليمات عنوان الموضوع. يوجد أسفل ذلك صف من القوائم (ملف وتحرير وإشارة مرجعية وخيارات ومساعدة)، والتي تتحكم في جوانب مختلفة من الملف. يظهر صف من الأزرار عادةً أسفل القوائم. يتحكم مؤلف التعليمات في تحديد الأزرار، إن وجدت، التي تظهر. تتضمن الأزرار النموذجية المحتويات ، والفهرس ، والرجوع ، والطباعة ، جنبًا إلى جنب مع الأزرار << و >> لتصفح الملف. يمكن لمؤلفي التعليمات أيضًا إنشاء أزرار مخصصة للانتقال إلى مواضيع محددة أو تنفيذ إجراءات أخرى.
- يوجد أسفل الأزرار منطقة النص الرئيسية للنافذة. عادةً ما يبدأ النص بعنوان، غالبًا ما يكون غامقًا أو بخط أكبر من باقي النص. قد يكون هذا العنوان أحيانًا في منطقة غير قابلة للتمرير - وهي منطقة من النافذة لا تتحرك لأعلى أو لأسفل عبر شريط التمرير في جانب النافذة. لا يمكن استخدام المناطق غير القابلة للتمرير إلا في بداية الموضوع. يمكن لمؤلف التعليمات التحكم في الحجم ولون الخلفية لمنطقة غير قابلة للتمرير.
- يمكن لمؤلفي التعليمات أيضًا التحكم في لون الخلفية لمنطقة النص الرئيسي، حيث يظهر النص الفعلي للموضوع. يمكن تنسيق هذا النص وترتيبه بعدة طرق. داخل النص، تظهر القفزات كنص أخضر مع تسطير واحد. يؤدي النقر مرة واحدة على قفزة إلى فتح موضوع مختلف. قد تفتح بعض القفزات نوافذ تعليمات ثانوية لعرض المعلومات. تظهر النوافذ المنبثقة في النص كنص أخضر مع تسطير منقط. يؤدي النقر مرة واحدة على نافذة منبثقة إلى فتح نافذة صغيرة بدون قوائم أو أزرار أو أشرطة تمرير بحجم يناسب النص. غالبًا ما توفر النوافذ المنبثقة تعريفات قصيرة للمصطلحات الأساسية أو معلومات تكميلية أخرى حول النص الرئيسي. تختفي النافذة المنبثقة تلقائيًا في المرة التالية التي ينقر فيها المستخدم على مفتاح أو يضغط عليه.
- تحتوي العديد من موضوعات «التعليمات»، وليس كلها، على " See also" يقفز في نهاية النص. بناءً على تفضيل مؤلف التعليمات، قد تكون هذه الميزة عبارة عن قائمة بسيطة بالقفزات تحت العنوان انظر أيضًا، أو قد تكون زرًا صغيرًا، عند النقر فوقه، يعرض مربع حوار يعرض جميع الموضوعات ذات الصلة. يؤدي النقر فوق اسم الموضوع في مربع الحوار هذا ثم النقر فوق عرض إلى فتح هذا الموضوع.
- تحتوي معظم ملفات التعليمات أيضًا على جدول محتويات وفهرس لمساعدة المستخدمين في تحديد موقع المعلومات. تظهر هذه في نافذة منفصلة كلفه. يؤدي النقر فوق علامة التبويب «المحتويات» إلى فتح جدول المحتويات، حيث يمكن للمستخدمين النقر فوق العناوين لرؤية الموضوعات. غالبًا ما يتم تمييز العناوين بأيقونات تشبه الكتب الصغيرة وتحتوي الموضوعات على أيقونات تشبه الصفحات. يؤدي النقر المزدوج فوق موضوع ما (أو النقر فوق موضوع ثم النقر فوق عرض) إلى فتح هذا الموضوع. يؤدي النقر فوق علامة التبويب «الفهرس» إلى فتح الفهرس الذي يحتوي على حقل كتابة وقائمة كلمات رئيسية أبجدية. تؤدي الكتابة في حقل الكتابة إلى تمرير قائمة الكلمات الرئيسية تلقائيًا إلى أقرب تطابق. يؤدي النقر المزدوج فوق كلمة رئيسية (أو النقر فوق كلمة رئيسية ثم النقر فوق عرض) إلى عرض الموضوع المرتبط بهذه الكلمة الأساسية (إذا كانت واحدة فقط) أو إظهار قائمة بجميع الموضوعات المرتبطة بها. الفهرس مهم في مساعدة المستخدمين على تحديد المعلومات. أحيانا يكون ملفات تعليمات أيضا علامة التبويب بحث، والذي يتيح للمستخدم البحث عن أي كلمة تستخدم في النص من ملف، وليس فقط عن الكلمات الرئيسية.
- يدعم WinHelp أيضًا ميزة تُعرف باسم التعليمات الحساسة للسياق. المساعدة الحساسة للسياق هي المساعدة المناسبة لمكان وجود المستخدم في تطبيق البرنامج، وما يحاول القيام به.
- ميزة أمنية مهمة إلى حد ما هي أنه يمكن للمرء أيضًا تضمين ملف DLL يحتوي على رمز مخصص وربطه بموضوعات WinHelp. على نحو فعال هذا يجعل. ملفات HLP مكافئة للملفات التنفيذية.

## نهاية الدعم
- في مؤتمر WritersUA لعام 2006 ، أعلنت مايكروسوفت عن نواياها للتخلص التدريجي من WinHelp كمنصة مدعومة. صرح Ted Dworkin (المدير الشريك لـ WinHelp خبرة) بأن «WinHelp لا يفي بمعايير التعليمات البرمجية الموضوعة لنظام Vista. تتضمن هذه المعايير الأمان والموثوقية والأداء.» ومضى يقول إن WinHelp مصمم بطريقة «... سيتعين علينا إعادة كتابته من الألف إلى الياء لتلبية معايير كود Vista. وهذا النهج غير منطقي نظرًا لوجود نظامي مساعدة آخرين في نظام التشغيل Vista.»[بحاجة لمصدر]
- تحظر اتفاقية الترخيص المحدثة مطوري التطبيقات من حزم مكتبات WinHelp مع المثبتات الخاصة بهم. هذا يعني أن أدلة WinHelp للتطبيقات القديمة غير قابلة للقراءة في تثبيت Windows Vista جديد (أو إصدار أعلى). لقراءتها، يجب على المستخدم النهائي الحصول على عارض WinHelp 32 بت من موقع Microsoft على الويب وتثبيته يدويًا.[8]

- بدءًا من مايكروسوفت ويندوز 10، لا تقدم مايكروسوفت عارض WinHelp لهذا الإصدار (أو أعلى). الإصدار الأخير من Windows الذي كان من الممكن فتح ملفات WinHelp عليه، باستخدام مكون رسمي قابل للتنزيل بواسطة Microsoft ، هو مايكروسوفت ويندوز 8.1. يعمل الإصدار المفتوح المصدر من winhlp32 من Wine أيضًا على نظام التشغيل مايكروسوفت ويندوز 10. يتم تضمينه كجزء من WineVDM . يعمل WinHelp أيضًا على مايكروسوفت ويندوز 10 مع winhlp32.exe من إصدار أقدم من مايكروسوفت ويندوز.

## تنسيقات ملفات التوثيق الأخرى
- على الرغم من أنه يمكن الاحتفاظ بالوثائق بالكامل بتنسيق عرض تقديمي خاص بالبائع مثل WinHelp ، إلا أنه غالبًا ما يجب نشر الوثائق بتنسيقات عرض متعددة في وقت واحد: Microsoft Compiled HTML Help (CHM)، WinHelp ، صفحات HTML ، تعليمات Java ، PDF ، إلخ. سيكون الحفاظ على كل تنسيق على حدة أمرًا مكلفًا للغاية وعرضة للخطأ.
- لهذا السبب، غالبًا ما يحتفظ المؤلفون بوثائق بتنسيق تأليف متوافق مع معايير الصناعة ومحايد للبائع - مثل DocBook أو FrameMaker - والذي يمكن استخدامه لإنشاء العديد من تنسيقات العروض التقديمية المختلفة (بما في ذلك WinHelp).  ملفات العروض التقديمية المختلفة التي تم إنتاجها (باستخدام WinHelp أو أدوات أخرى) على محتوى ثابت لأنها تم إنشاؤها من نفس المصدر.

## روابط خارجية
- Help-Info: معلومات حول التعليمات عبر الإنترنت (مايكروسوفت)، أمثلة، إلخ.
- HelpMaster: أكبر مجموعة مختارة من ملفات وتلميحات WinHelp و HTMLHelp ولغة توصيف النص الفائق
- أنظمة مساعدة MS ، قائمة بأنظمة مساعدة MS والأدوات المرتبطة بها من مواصفات غير رسمية